# Belvèze
Belvèze település Franciaországban, Tarn-et-Garonne megyében. Lakosainak száma 221 fő (2022. január 1.). Belvèze Bouloc-en-Quercy, Lauzerte, Montaigu-de-Quercy és Montcuq-en-Quercy-Blanc községekkel határos.

## Népesség
A település népességének változása:
| Lakosok száma | 205  | 200  | 207  | 209  | 214  | 215  | 217  | 218  | 221  |
|               | 2013 | 2015 | 2016 | 2017 | 2018 | 2019 | 2020 | 2021 | 2022 |